# Іларіон Веренко
Іларіон Веренко (рум. Verenka Ilarion, 8 серпня 1877, Гореча — передмістя, а тепер мікрорайон м. Чернівців — 18 травня 1923, там само) — румунський філолог, композитор, педагог, диригент, теолог. Доктор теології (1902).

## Біографія
Етнічний українець.
Закінчив теологічний (1900) і філософський (1906) факультети  Чернівецького університету імені Франца Йосифа. Згодом продовжив навчання у Віденському університеті (1907–1909) та Академії музики та сценічного мистецтва  (1909–1910), де його основним учителем був Євсевій Мандичевський.
Протягом 1901–1914 та 1918–1921 років працював професором румунської мови та музики Чернівецького ліцею імені Пумнула й водночас був диригентом хору митрополичого кафедрального собору Св. Духа.

## Творча діяльність
1. Автор:
- музикознавчих праць;
- низки пісень, хорів на вірші М. Емінеску, Дж. Кошбука, Шт. Іосіфа;
- церковних мелодій.

2. Гармонізував понад 500 румунських народних пісень з колекції Олександра Воєвідки.